# Salar de Coipasa
El salar de Coipasa es un salar ubicado en el altiplano andino, dentro de una cuenca endorreica que abarca el oeste de Bolivia (≈98 %) y el noreste de Chile (≈2 %). En el lado boliviano, pertenece al Departamento de Oruro, mientras que en Chile se sitúa en la comuna de Colchane, Región de Tarapacá.

## Geografía física

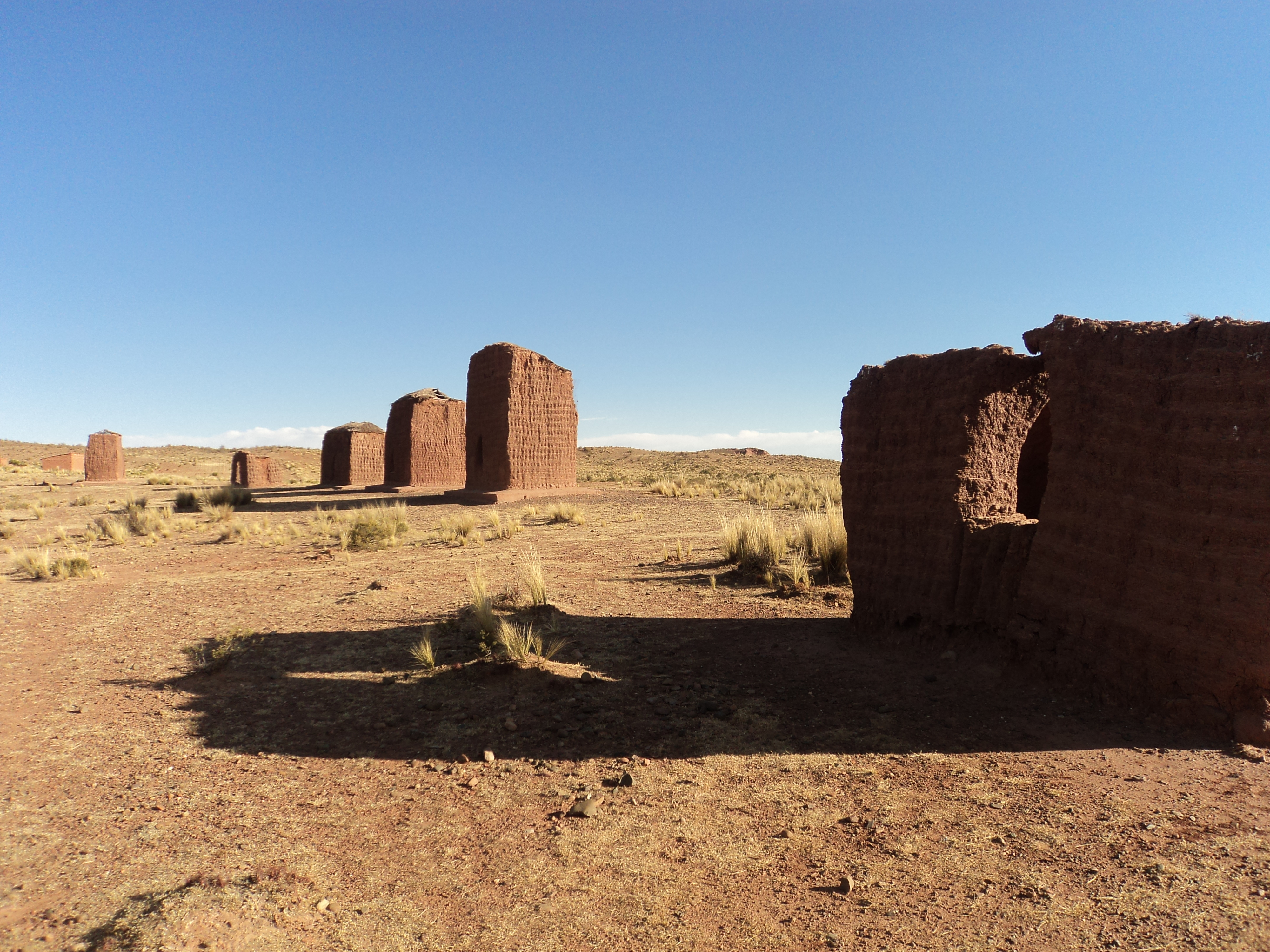
muestra de la arqueología

El Salar se encuentra en la parte centro-occidental del altiplano andino, a 225 km al oeste de Oruro, siguiendo la ruta hacia Sabaya. Rodea enteramente al lago Coipasa y se extiende a una altitud de 3657 m s. n. m. Su superficie es de  2218 km², con dimensiones aproximadas de 70 km de largo por 50 km de acho, lo que lo convierte en el quinto mayor salar más grande del mundo y el segundo salar más extenso de Bolivia, después del salar de Uyuni.

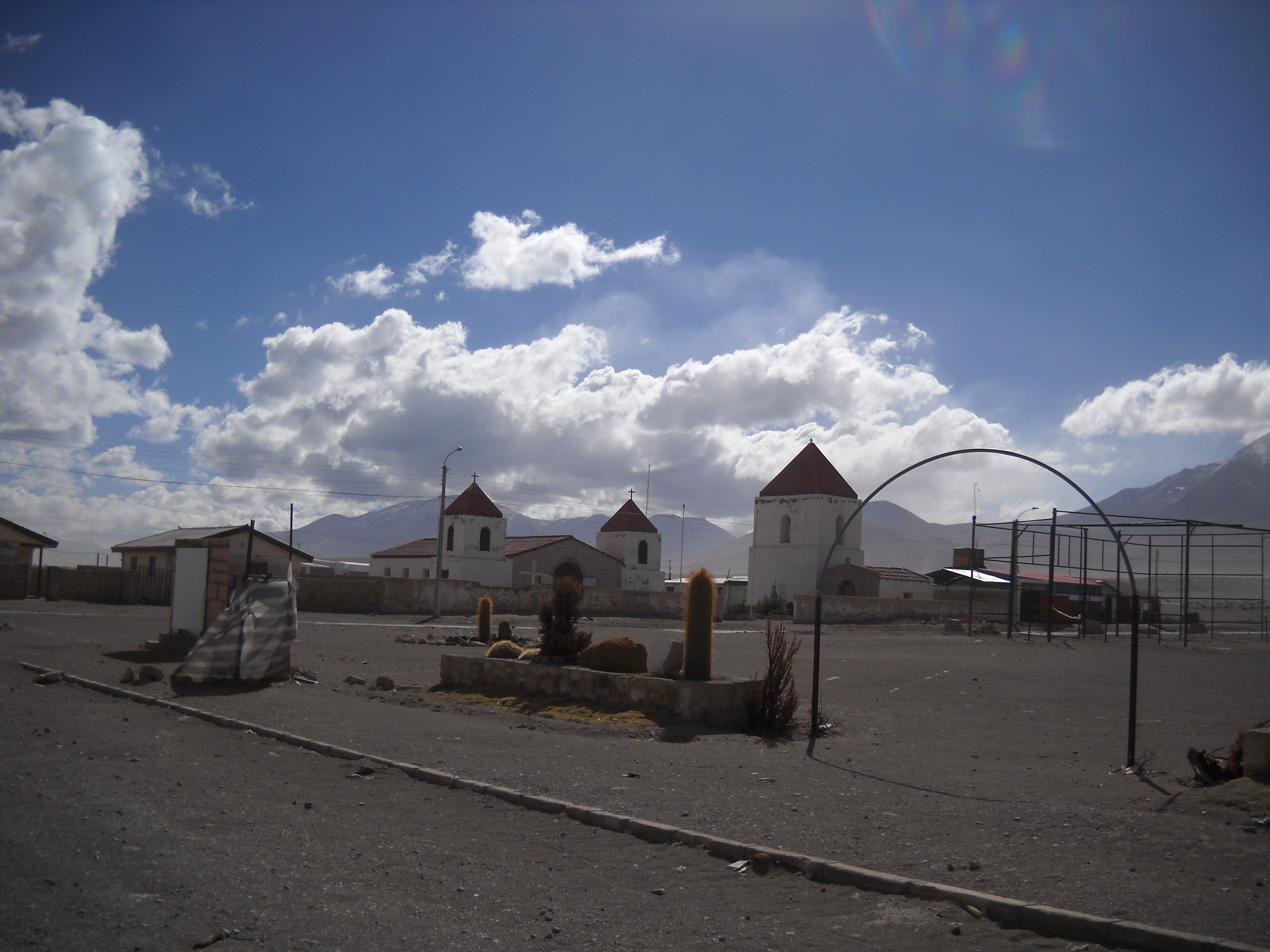
El Salar de Coipasa se encuentra en la población de Sabaya, limita con el Pueblo de Colchane, en Región de Tarapacá, Chile.

El salar presenta un espesor máximo de 100 metros, compuesto por capas superpuestas de uno a dos metros de grosor.  Su entorno está dominado por formaciones volcánicas, aunque en su sector occidental se encuentran afloramientos esporádicos de rocas sedimentarias.
El Salar de Coipasa está conectado al  Salar de Uyuni a través de la Quebrada Negrojahuira, de alrededor de 20 km de longitud.Su caudal proviene principalmente de los ríos Laca Jahuira y Lauca, los cuales desembocan en su superficie, contribuyendo a su dinámica hidrológica.